# 中臣鎌子
中臣 鎌子（なかとみ の かまこ）は、古墳時代の豪族・中臣氏。仏教伝来に際して、これに強く反対した。鎌子の名を持つ中臣鎌足とは別人。

## 概要
欽明天皇13年（552年）、百済の聖王（聖明王）の使者が仏像と経論数巻を献じ、上表して仏教の功徳をたたえた。天皇は仏像を礼拝する可否を群臣に求めた。大臣の蘇我稲目は礼拝に賛成したが、大連の物部尾輿と鎌子は反対した。天皇は稲目に仏像を授けて礼拝させたが、間もなく疫病が起こった。尾輿と鎌子は蕃神を礼拝したために国神が怒ったのだとして仏像の廃棄を奏上した。天皇はこれを許して、仏像は難波の堀江に流され、寺は焼かれた。

## 系譜
父は真人連で、子に常盤連と磐余連がいるとされる。